# Márcio Machado Portela
Márcio Machado Portela (Florianópolis, 20 de março de 1906 – Rio de Janeiro, 1 de abril de 1987) foi um engenheiro civil e político brasileiro.
Filho de Bento Emygdio Machado Portella e de Adelaide Magalhães da Silva. Casou com Alda Ramos Wendhausen.
Pelo Partido Liberal Catarinense (PLC), elegeu-se deputado estadual para a Assembleia Legislativa de Santa Catarina, tomando posse na 1ª Legislatura (1935-1937), sendo deputado constituinte de 1935.